# تی‌اس‌اس سنت دیوید (۱۹۳۱)
تی‌اس‌اس سنت دیوید (۱۹۳۱) (به انگلیسی: TSS St David (1931)) یک کشتی بود که طول آن ۳۲۷٫۲ فوت (۹۹٫۷ متر) بود. این کشتی در سال ۱۹۳۱ ساخته شد.